# Izlandi férfi jégkorong-válogatott
Az izlandi férfi jégkorong-válogatott Izland nemzeti csapata, amelyet az Izlandi Jégkorongszövetség (izlandiul: Íshokkísamband Íslands) irányít. 1999-ben csatlakoztak a nemzetközi mezőnyhöz, amikor részt vettek az 1999-es jégkorong-világbajnokságon. Legjobb eredményük a 2014-es jégkorong-világbajnokságon elért 30. hely (2. hely a Divízió II A csoportban).
Az izlandi válogatott stabil szereplője a divízió II mezőnyének, ahol az A csoportban szerepel.

## Eredmények

### Világbajnokság
- 1920-1998 – Nem vett részt
- 1999 – 41. hely (8. a D csoportban)
- 2000 – 38. hely (5. a D csoportban)
- 2001 – 33. hely (5. a Divízió II A csoportban)
- 2002 – 39. hely (4. a Divízió II B csoportban)
- 2003 – 40. hely (6. a Divízió II B csoportban)
- 2004 – 41. hely (1. a Divízió III-ban)
- 2005 – 40. hely (6. a Divízió II B csoportban)
- 2006 – 41. hely (1. a Divízió III-ban)
- 2007 – 38. hely (4. a Divízió II B csoportban)
- 2008 – 39. hely (5. a Divízió II B csoportban)
- 2009 – 32. hely (4. a Divízió II A csoportban)
- 2010 – 37. hely (3. a Divízió II B csoportban)
- 2011 – 35. hely (3. a Divízió II B csoportban)
- 2012 – 32. hely (4. a Divízió II/A csoportban)
- 2013 – 31. hely (3. a Divízió II/A csoportban)
- 2014 – 30. hely (2. a Divízió II/A csoportban)
- 2015 – 33. hely (5. a Divízió II/A csoportban)
- 2016 – 33. hely (5. a Divízió II/A csoportban)
- 2017 – 33. hely (5. a Divízió II/A csoportban)
- 2018 – 34. hely (6. a Divízió II/A csoportban)
- 2019 – 36. hely (2. a Divízió II/B csoportban)
- 2020 – Törölve a Covid19-pandémia miatt[1]
- 2021 – Törölve a Covid19-pandémia miatt[2]
- 2022 – 32. hely (1. a Divízió II/B csoportban)
- 2023 – 34. hely (6. a Divízió II/A csoportban)
- 2024 – 34. hely (6. a Divízió II/A csoportban)